# 罗兰蒂
罗兰蒂是巴西南大河州的一个市镇。总面积296.992平方公里，总人口19201人，人口密度64.7人/平方公里。